# 阿勒曼尼分離主義

1950年的阿勒曼尼語分佈： 施瓦本語, 低地阿勒曼尼語（上萊茵）低地阿勒曼尼語（康斯坦茨湖）， 高地阿勒曼尼語， 至高阿勒曼尼語

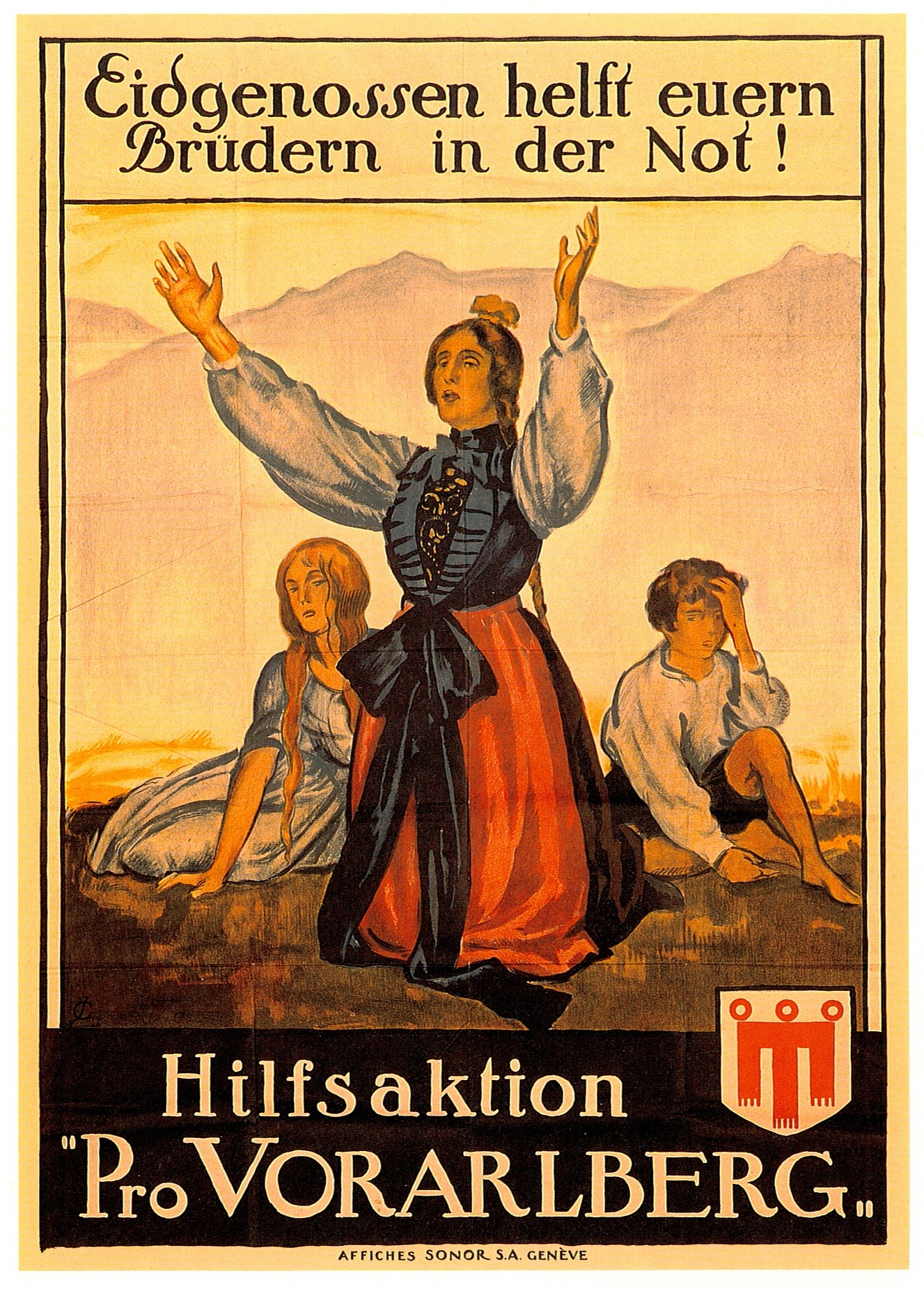
主張福拉爾貝格州加入瑞士邦聯的瑞士政治海報（“Pro Vorarlberg”1919/20）

阿勒曼尼分離主義是德國（南巴登、施瓦本（即符騰堡的大部分地區和巴伐利亞施瓦本的全部））、法國（阿爾薩斯）和奧地利（福拉爾貝格）的阿勒曼德語區歷史上的的分離主義。該運動謀求與瑞士邦聯（後來的瑞士）的統一。 該運動的歷史起源於拿破崙時代（1805-1815年），並在第一次世界大戰結束後和第二次世界大戰結束後短暫興起。